# Suimanga ventreblanc
El suimanga ventreblanc (Cinnyris talatala) és un ocell de la família dels nectarínids (Nectariniidae).

## Hàbitat i distribució
Habita boscos àrids, sabanes i terres de conreu de l'oest, sud i est d'Angola, cap a l'est, a través de Zàmbia, Malawi i l'extrem sud-est de República Democràtica del Congo fins l'extrem sud de Tanzània i, més cap al sud, al nord de Namíbia, nord i est de Botswana, Zimbabwe, Moçambic i nord-est i est de Sud-àfrica.